# الخربة (الشعر)

تعديل مصدري - تعديل

الخربة محلة تابعة لقرية عدن المحاقرة، التابعة لعزلة القابل الاسفل بمديرية الشعر إحدى مديريات محافظة إب في الجمهورية اليمنية، بلغ تعداد سكانها 89 حسب تعداد اليمن لعام 2004.